# 동형이의자
동형이의자(同形異意字)란 한자중 형태가 같으나, 그 형성과정과 의미가 전혀 다른 별개의 두 글자를 말한다. 한자의 글자수가 많기 때문에, 기존에 존재하는 한자의 음훈을 알지 못한 상태에서 새로운 한자를 별개의 회의나 형성등의 제자원리에 의해 만든 경우가 이에 해당한다. 이런 예는 특히 일본의 고쿠지나 한국의 고유한자등, 중국이외의 국가에서 새로 만든 한자중 일부 존재한다. 예를 들어 "丼" 자는 원래 중국의 《설문해자》에 따르면 우물 정(井)자의 예서체 이체자로서 음과 뜻이 井자와 같으나, 일본어에서는 이 글자는 "용기안에 음식물이 들어 있는 모양"을 나타낸 상형문자로서 중국의 그것과 의미 및 형성과정에서 관련성이 없으며, 우연히 모양이 같을 뿐이다.